# Kaixtiliaix I
Kaixtiliaix I o Kaštiliaš I va ser rei dels cassites de Khana (Mari i Terqa) segons diu la Llista dels reis de Babilònia.
Era fill i successor d'Agum I. Va deixar dos fills que van arribar a regnar: Uixi i Abirattaix, segons la Llista dels reis de Babilònia. El seu regnat va durar probablement del 1681 aC al 1660 aC.